# Parinari insalarum
Parinari insalarum là một loài thực vật có hoa trong họ Cám. Loài này được A.Gray mô tả khoa học đầu tiên năm 1845.